# José Luis Sierra
José Luis Sierra Pando (ur. 5 grudnia 1968 w Santiago) – chilijski piłkarz pochodzenia hiszpańskiego grający na pozycji ofensywnego pomocnika.

## Kariera klubowa
Sierra urodził się w stolicy Chile, Santiago. Piłkarską karierę rozpoczął w tamtejszym klubie Unión Española. W listopadzie 1988 roku zadebiutował w jego barwach w lidze chilijskiej w derbowym spotkaniu z Universidad de Chile. W 1989 roku zdobył z Unionem Puchar Chile. Na początku 1990 roku trafił do hiszpańskiego Realu Valladolid, ale przez pół roku nie zdołał wywalczyć miejsca w składzie i wystąpił tylko w trzech spotkaniach Primera División. W połowie roku wrócił do Unión Española i w 1992 oraz 1993 zdobył kolejne chilijskie puchary.
W 1995 roku Sierra odszedł ze swojego klubu i wyjechał do brazylijskiego São Paulo FC. Wystąpił jednak tylko w 8 meczach ligi brazylijskiej. W 1996 roku został piłkarzem CSD Colo-Colo. W drużynie "Los Albos" występował przez trzy sezony w podstawowym składzie. W swoim pierwszym sezonie w tym klubie wywalczył mistrzostwo Chile oraz zdobył puchar kraju, a w 1997 roku został mistrzem fazy Clausura. Z kolei w 1998 roku CSD Colo-Colo znów zostało mistrzem całego sezonu. Po tych sukcesach, na początku 1999 roku, Sierra podpisał kontrakt z meksykańskim Tigres UANL, ale po pół roku wrócił do CSD Colo-Colo. W 2002 roku odszedł z zespołu i zasilił szeregi swojego pierwotnego klubu, Unión Española. W 2005 roku został mistrzem fazy Apertura, a za swoją postawę otrzymał nagrodę Złotego Buta dla najlepszego piłkarza sezonu w kraju.

## Kariera reprezentacyjna
W reprezentacji Chile Sierra zadebiutował w 1991 roku. W 1993 roku po raz pierwszy znalazł się w drużynie Chile na Copa América. Zaliczył także turnieje Copa América 1995 i Copa América 1999. W 1998 roku został powołany przez Nelsona Acostę do kadry na Mistrzostwa Świata we Francji. Na tym turnieju był podstawowym zawodnikiem Chile i zagrał we wszystkich meczach: grupowych z Włochami (2:2), z Austrią (1:1) i z Kamerunem (1:1, zdobył gola w 21. minucie spotkania strzałem z rzutu wolnego) oraz w 1/8 finału z Brazylią (1:4). Ostatni mecz w reprezentacji rozegrał w 2000. W kadrze narodowej zagrał 54 razy i zdobył 8 goli.